# 黄震霄
黃震霄（英語：Chin-Siau Ng），現任全民牙醫集團（新加坡）有限公司創辦人及首席執行官。

## 生平
在1996年創辦公司前，1992年畢業於新加坡國立大學牙醫學士學位。到了1992年至1994年於新加坡衛生局牙醫科工作，1994年至1996年便在私營公司牙醫診所工作，到了1996年創立全民牙醫集團（新加坡）有限公司，開始展開創業生涯，直至在2009年11月26日，把他自己創立公司在新加坡交易所上市至今。

## 連結
- 专访全民牙医集团主席黄震霄医生 牙醫網